# Шпалопропиточный завод

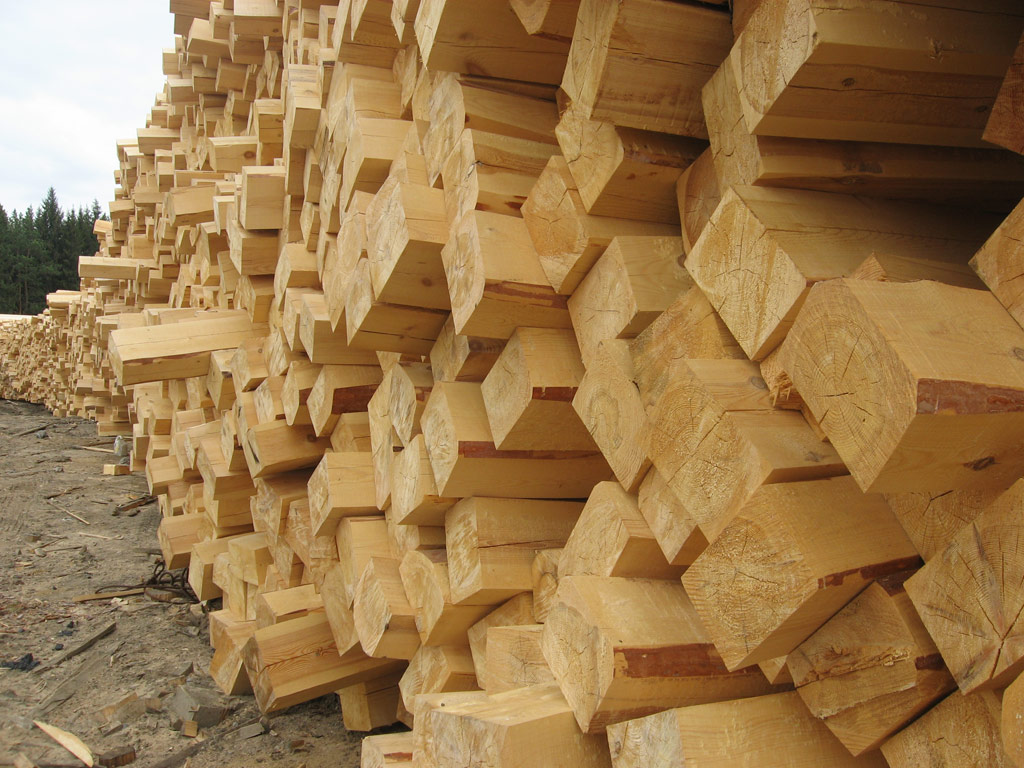
Шпалы до пропитки

Шпалопропи́точный завод — предприятие путево́го хозяйства с механизированными производственными процессами, на котором производится пропитка антисептиками деревянных шпал, мостовых и переводных брусьев, столбов линий связи и автоблокировки.

## Состав предприятия
На шпалопропиточном заводе имеются:
- склад сырой продукции

Шпалы после пропитки

- цех пропитки с машинным отделением и котельной
- устройства водоочистки
- склад антисептиков
- склад готовой продукции
- транспортное хозяйство
- подъездные пути для автомобильного и железнодорожного транспорта

## Цех пропитки
В цехах пропитки находятся пропиточные цилиндры длиной 23,5 метра и диаметром 2 метра, вагонетки для размещения 36—40 шпал, маневровый цилиндр, предназначенный для заполнения пропиточного цилиндра антисептиком в период пропитки и приёма антисептика после её окончания. Для измерения объёма антисептика, поглощаемого древесиной в процессе пропитки, используют мерники. Маневровые и пропиточные цилиндры, резервуары для приготовления пропиточной смеси и мерники оборудованы паровыми подогревателями змеевикового типа.

## XXI век

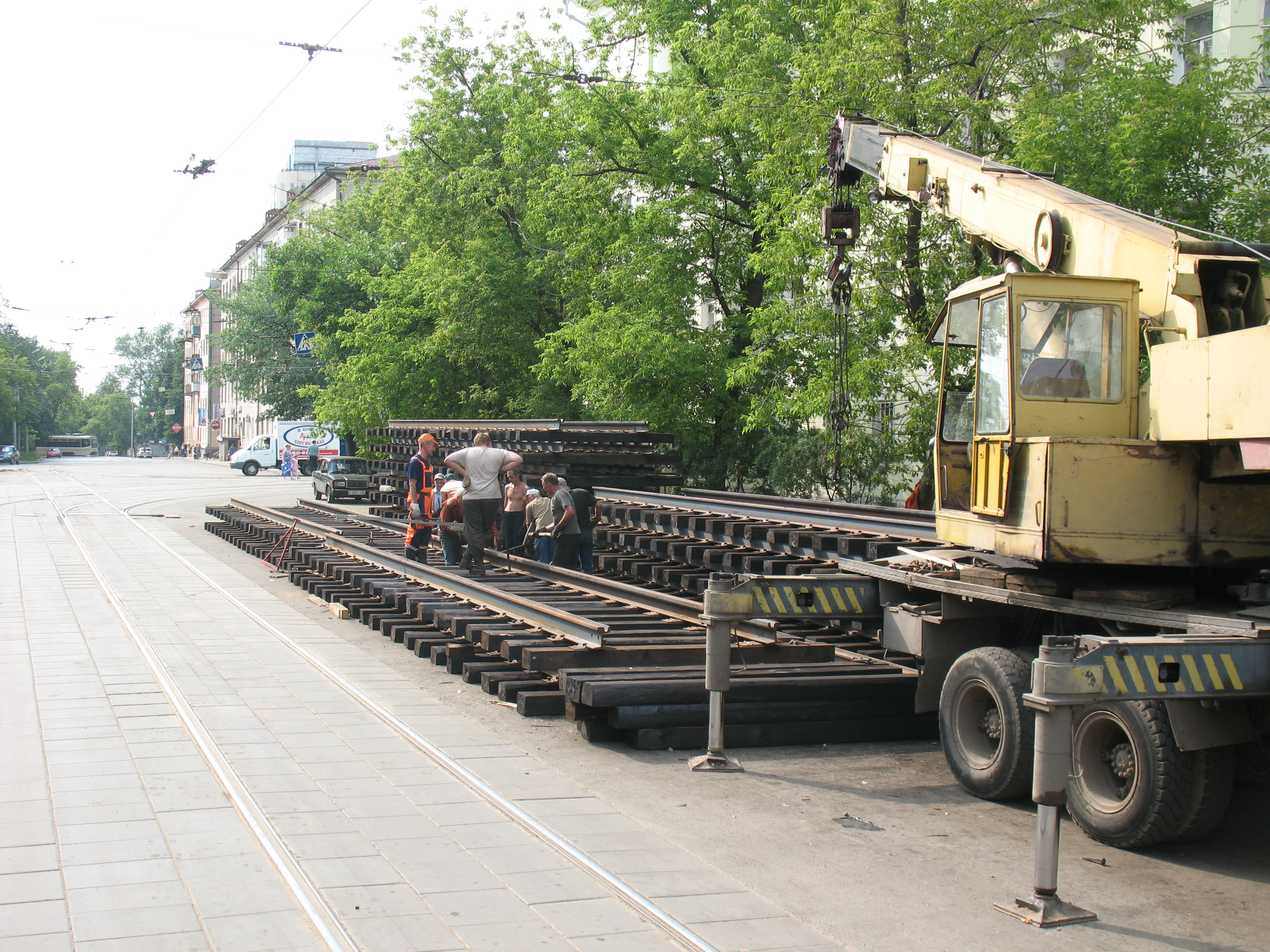
Старая рельсошпальная решётка.

В XXI веке широкое распространение получили железобетонные шпалы. Различные столбы, мостовые и переводные брусья также выполняются из железобетона. По этой причине многие заводы шпалопропитки перепрофилировались, и занимаются сборкой рельсошпальной решётки из железобетонных шпал и рельс.